# 찰스 메슈어

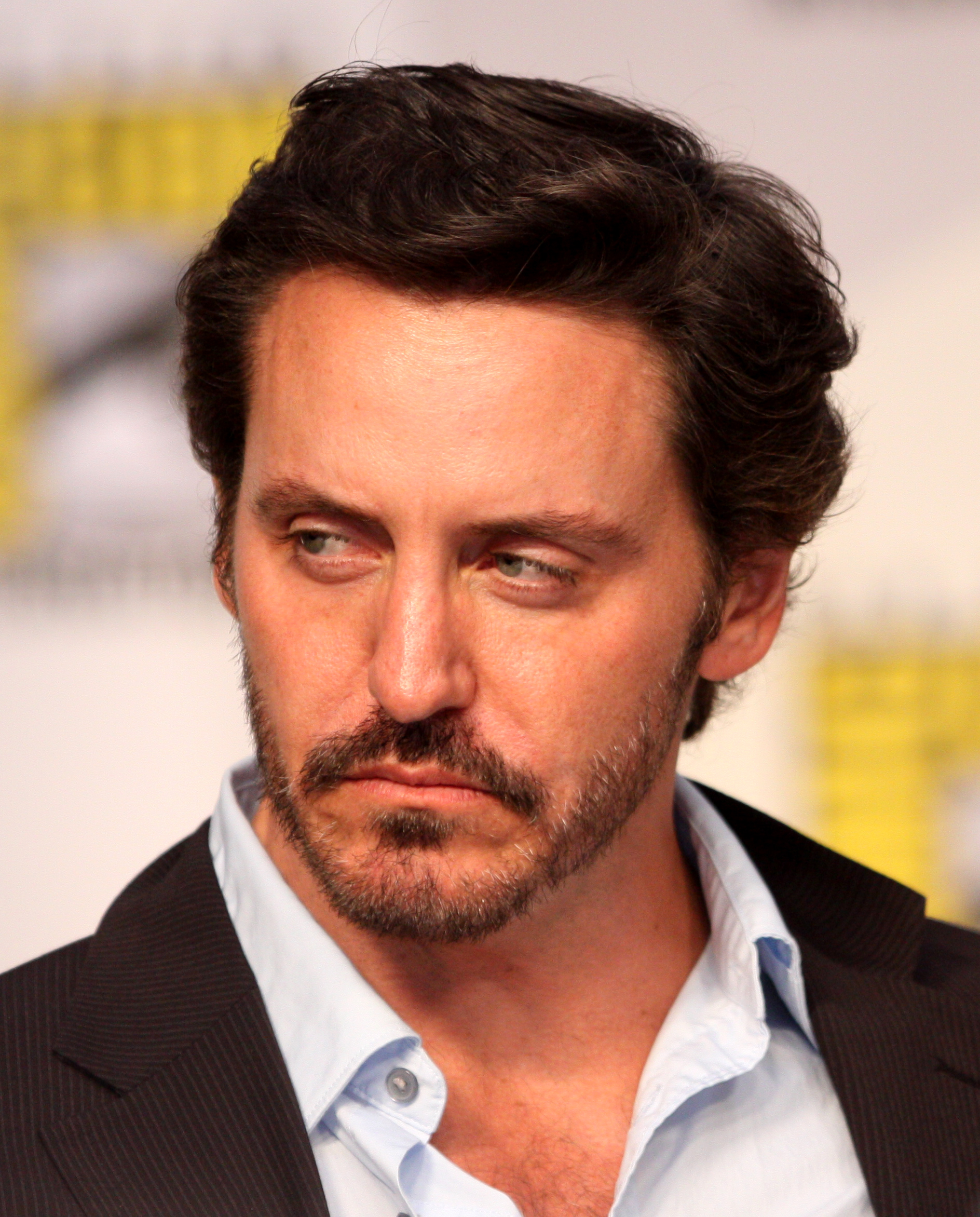

찰스 메슈어(Charles Mesure, 1970년 8월 12일 ~ )는 뉴질랜드의 배우, 영화배우, 텔레비전 배우이다.
서머싯주에서 태어났다.

## 방송
- 브이 2

## 영화
- 아큐페이션 (2018년)
- 제 34 대대 (2015년)
- 브이 1 (2009년) - 카일 홉스 역
- 미-쉬: 더 워터 자이언트 (2005년)
- 부기맨 (2005년) - 젠슨 부인 역
- 위드아웃 어 트레이스 1 (2002년)
- 크로싱 조단 시즌1 (2001년)